# 紅灰蝶
紅灰蝶（Small Copper，學名：Lycaena phlaeas），是屬於灰蝶科灰蝶亞科的一種蝴蝶，是灰蝶屬的模式種。廣泛分佈於古北界之歐亞地區，北非亦有分佈，南至埃塞俄比亞也可見其蹤影。因著農業集約化令寄主數量減少，紅灰蝶的整體數量從20世紀開始有明顯下跌跡象。

## 分佈
中國（河北、北京、黑龍江、河南、浙江、福建、西藏等）、朝鮮、日本、北非、歐洲。

## 外型

### 幼期
卵初時白色，漸變灰色，闊0.6毫米，高0.3毫米。幼蟲綠色，背部和旁邊常配有粉紅色線，約長16毫米。蛹棕紅色，約長11毫米。

### 成蟲
前翅翅面的橙紅色斑紋不難辨認，配有棕黑色的外緣和斑點；後翅翅面則較暗沉，外緣有配上黑點的燈斑，也會有藍點的變異（f. caeruleo-punctata）和橙斑白化的變異。雌蝶體型比雄蝶大，前翅形狀亦較圓。雄蝶展翅寬26-36毫米，雌蝶寬30-40毫米。

## 習性
成蟲常見於5月上旬至10月中旬。飛行迅速而直接。雄蝶具高度領域性，當選擇了佔據的範圍，牠就會好勇鬥狠地攻擊任何靠近的昆蟲，直至他們離去。迅速的攻擊過後，雄蝶會飛回長期把守著的棲息處，通常是有較寬闊視野的站處，如花朵和葉片上。即使是一般訪花的時候也是高度警覺，很容易受刺激或搔擾就飛起來。
一年一般兩代，有時可達3-4代。雌蝶會單產蝶卵。幼蟲的寄主為蓼科的酸模和小酸模，或其他酸模屬植物。

## 生境
這種廣泛分佈的蝴蝶就反映出牠的生境多樣，包括了石楠荒原、未耕作的草原和木林的空地。常見於教堂庭院或花園的廢棄地。尤其喜愛和暖而乾燥的環境，較難忍受寒冷和潮濕夏季的氣候。

## 亞種
- L. p. phlaeas － 指名亞種
- L. p. abbottii (Holland, 1892) - 又名為阿伯提灰蝶
- L. p. americana D' Urban, 1860
- L. p. arctodon Ferris, 1974
- L. p. arethusa (Walley-Dod, 1907)
- L. p. baralacha (Moore, 1884)
- L. p. basilijuncta Beuret, 1954
- L. p. chinensis (C. Felder, 1862) － 華北亞種
- L. p. coccineus (Ford, 1924) － 西南亞種
- L. p. coeruleabasalis (Andres, 1931)
- L. p. comedarum (Grum-Grshimailo, 1890)
- L. p. cyrenaica (Turati, 1921)
- L. p. ethiopica (Poulton, 1922)
- L. p. fieldeni (McLachlan, 1878)
- L. p. flavens (Ford, 1923/24) － 長江亞種
- L. p. hibernica Goodson, 1948 － 愛爾蘭亞種
- L. p. hyperborea (Ford, 1923/24)
- L. p. indicus (Evans, 1925)
- L. p. infrapallida Verity, 1946
- L. p. infrarfolineata Lempke, 1954
- L. p. japonica (Ford, 1923/24)
- L. p. kuriliphlaeas (Bryk, 1942)
- L. p. lusitanicus (Bryk, 1940)
- L. p. matsumuranus (Bryk, 1946)
- L. p. menelieki (Thierry-Mieg, 1911)
- L. p. narua (Courvoisier, 1911)
- L. p. naruena Courvoisier, 1911
- L. p. oxiana (Grose-Smith, 1890)
- L. p. phlaeoides (Staudinger, 1901)
- L. p. polaris Courvoisier, 1911
- L. p. pseudophlaeas (Lucas, 1865) － 西北亞種
- L. p. rectaserie Lempke, 1954
- L. p. schmidtii (Gerhard, 1853)
- L. p. shima Gabriel, 1954
- L. p. timeus (Cramer, 1779)
- L. p. turanica (Rühl, 1895)
- L. p. vernus (Zeller, 1847)

## 圖集

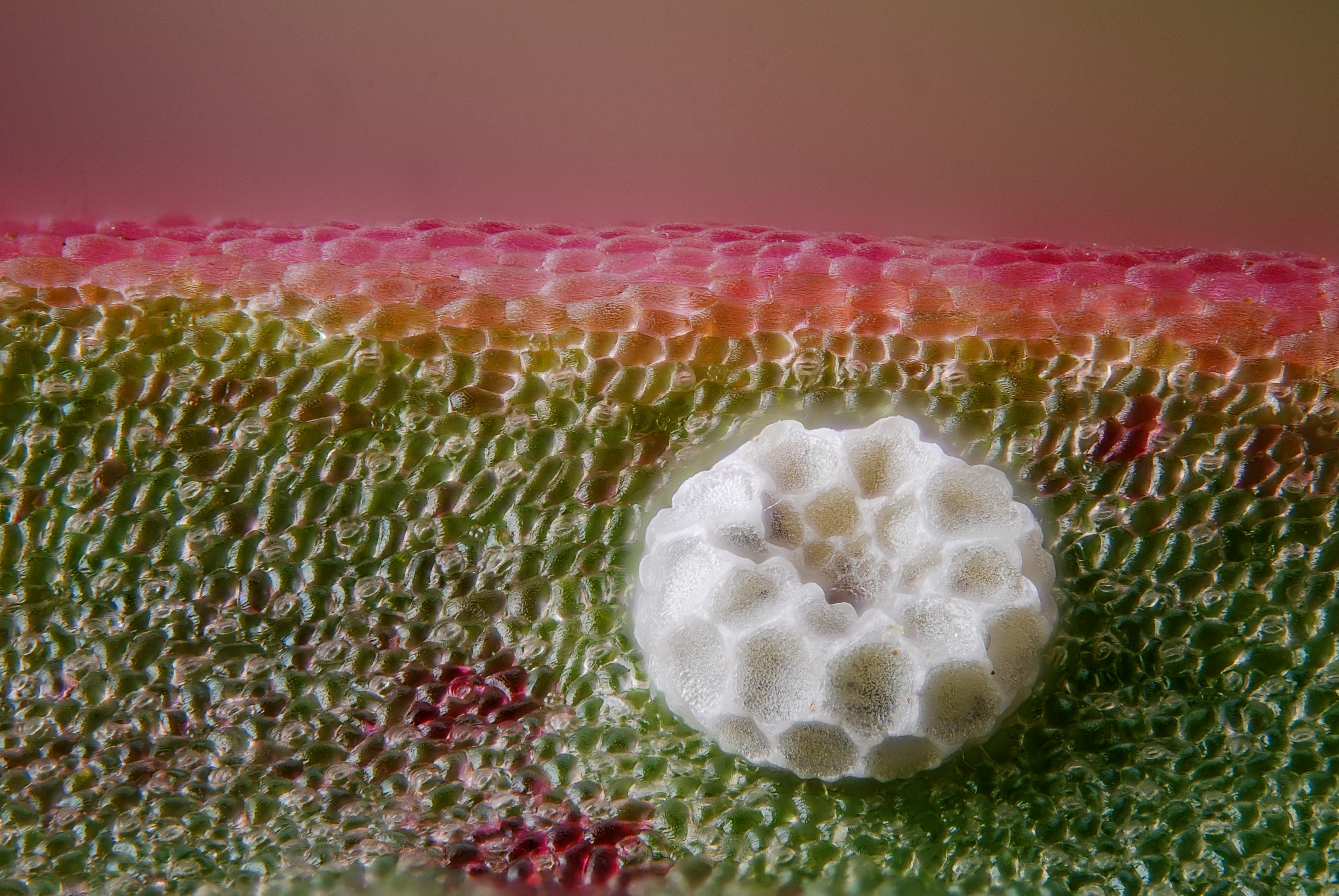
卵
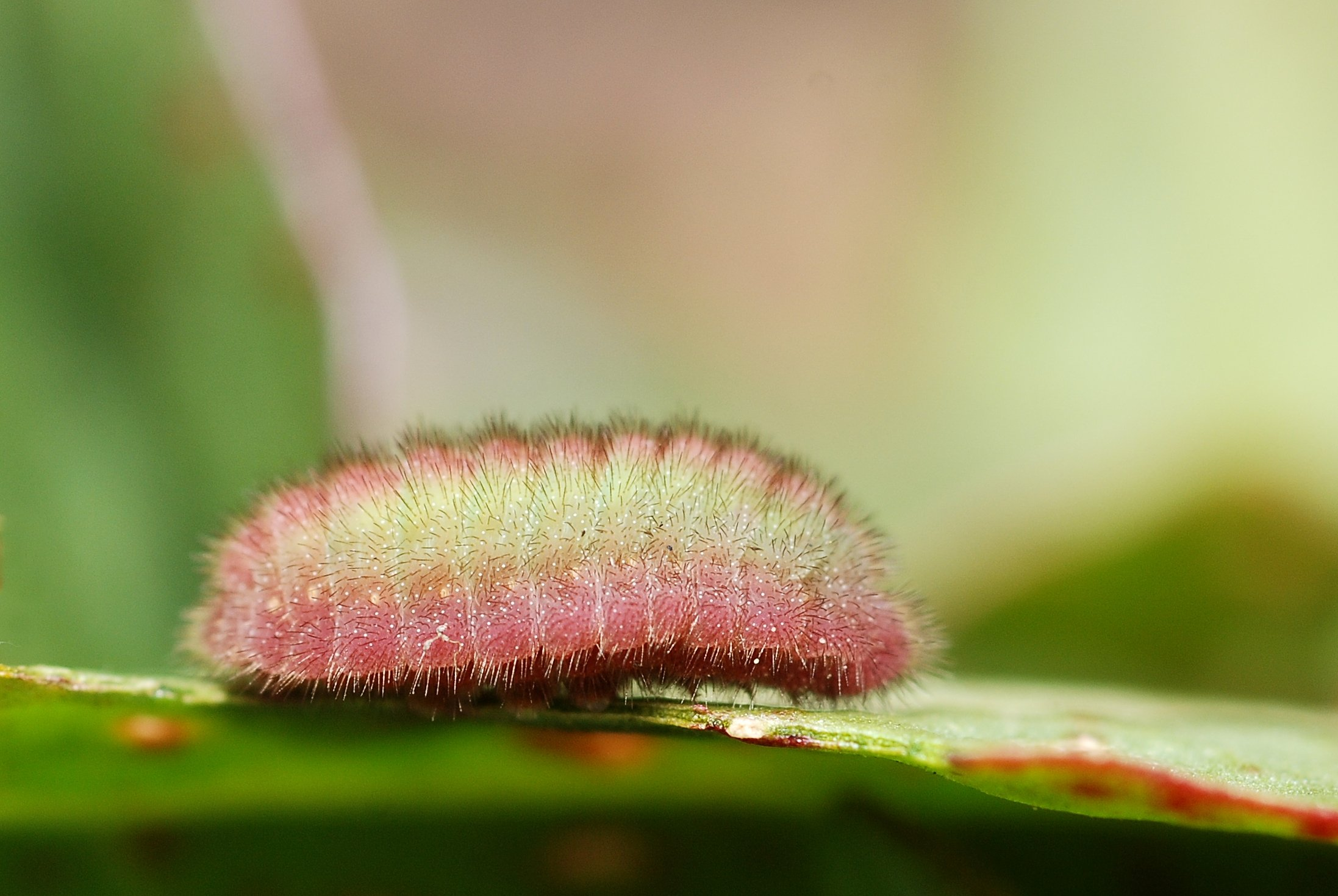
幼蟲
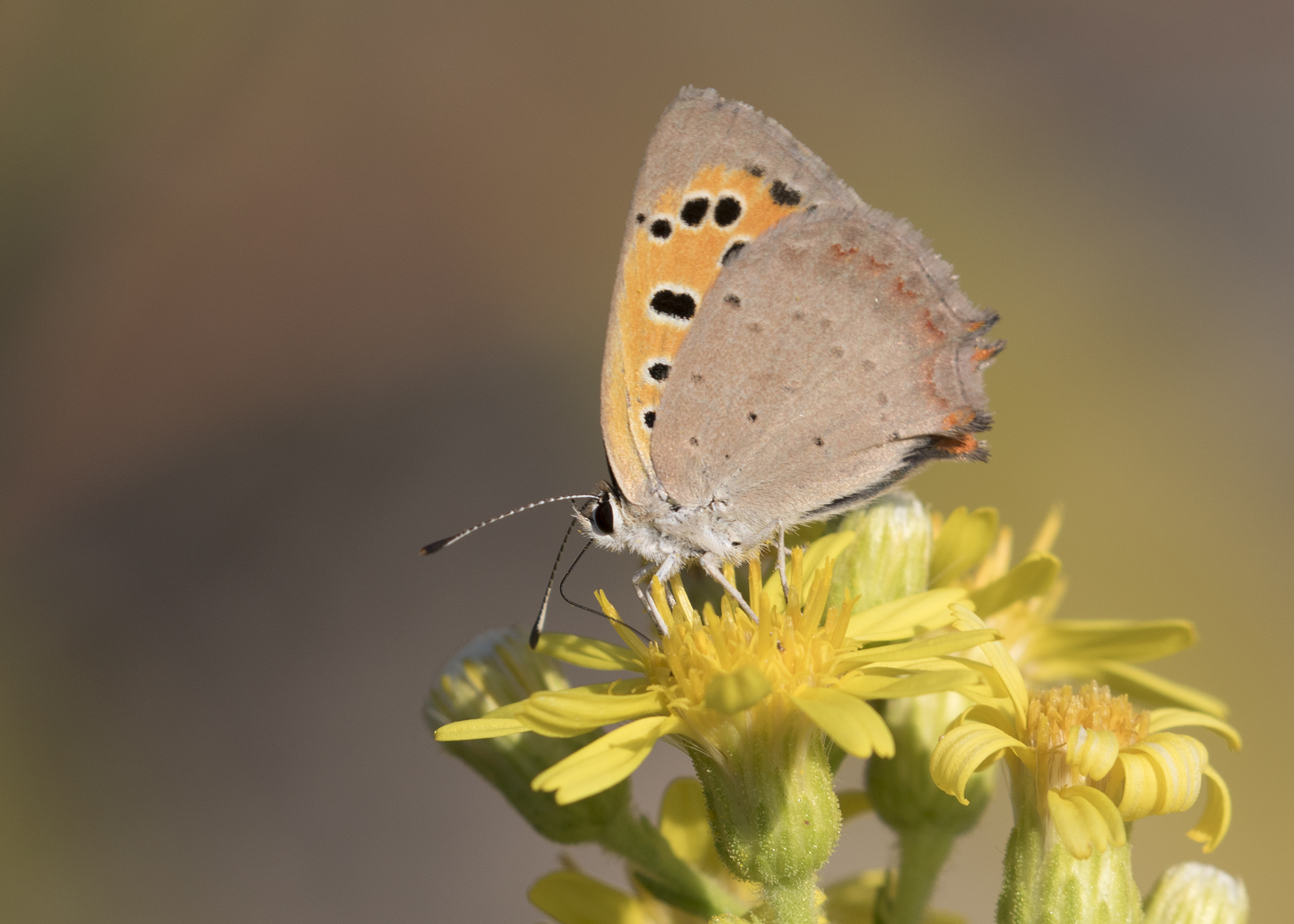
成蟲訪花
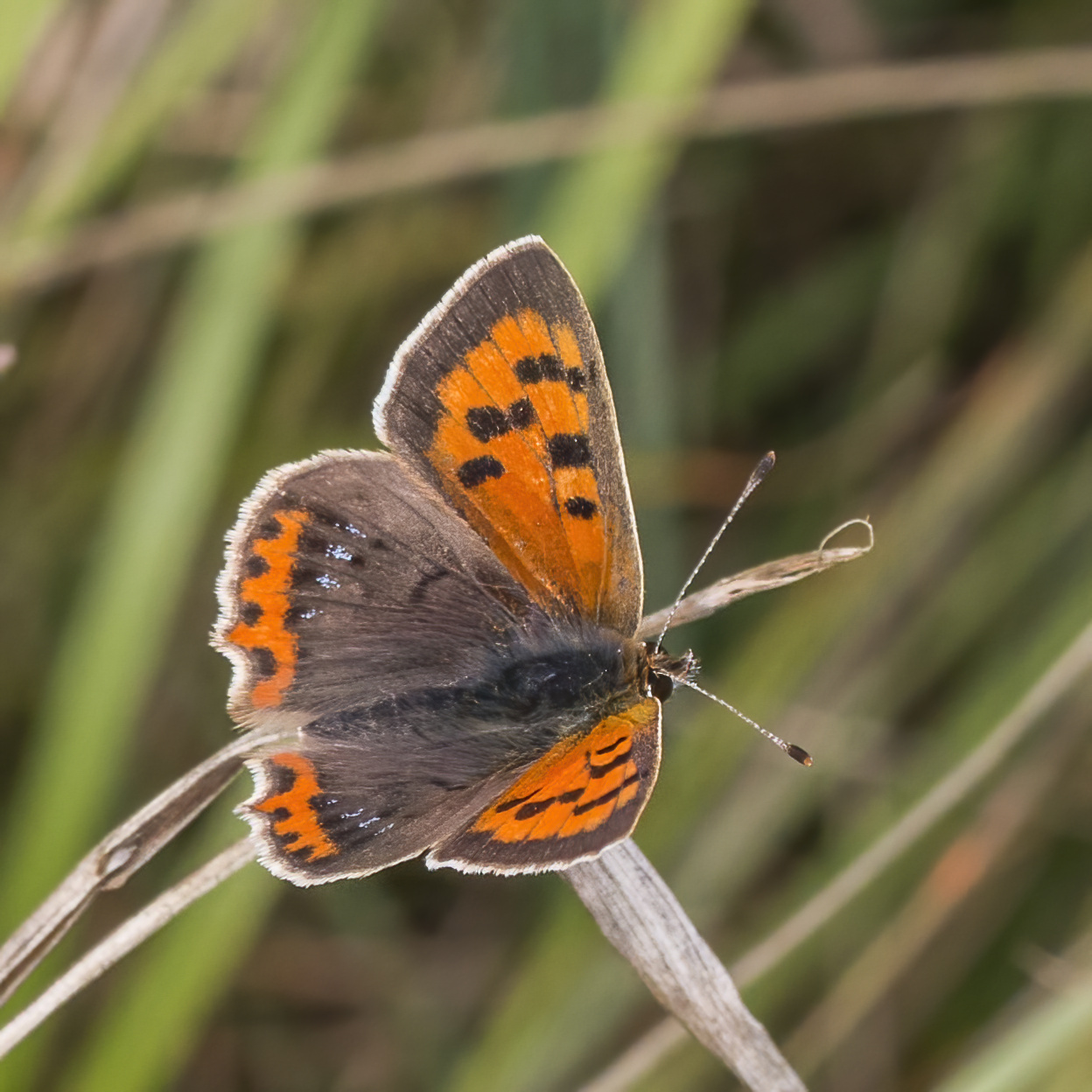
有藍點的變異個體
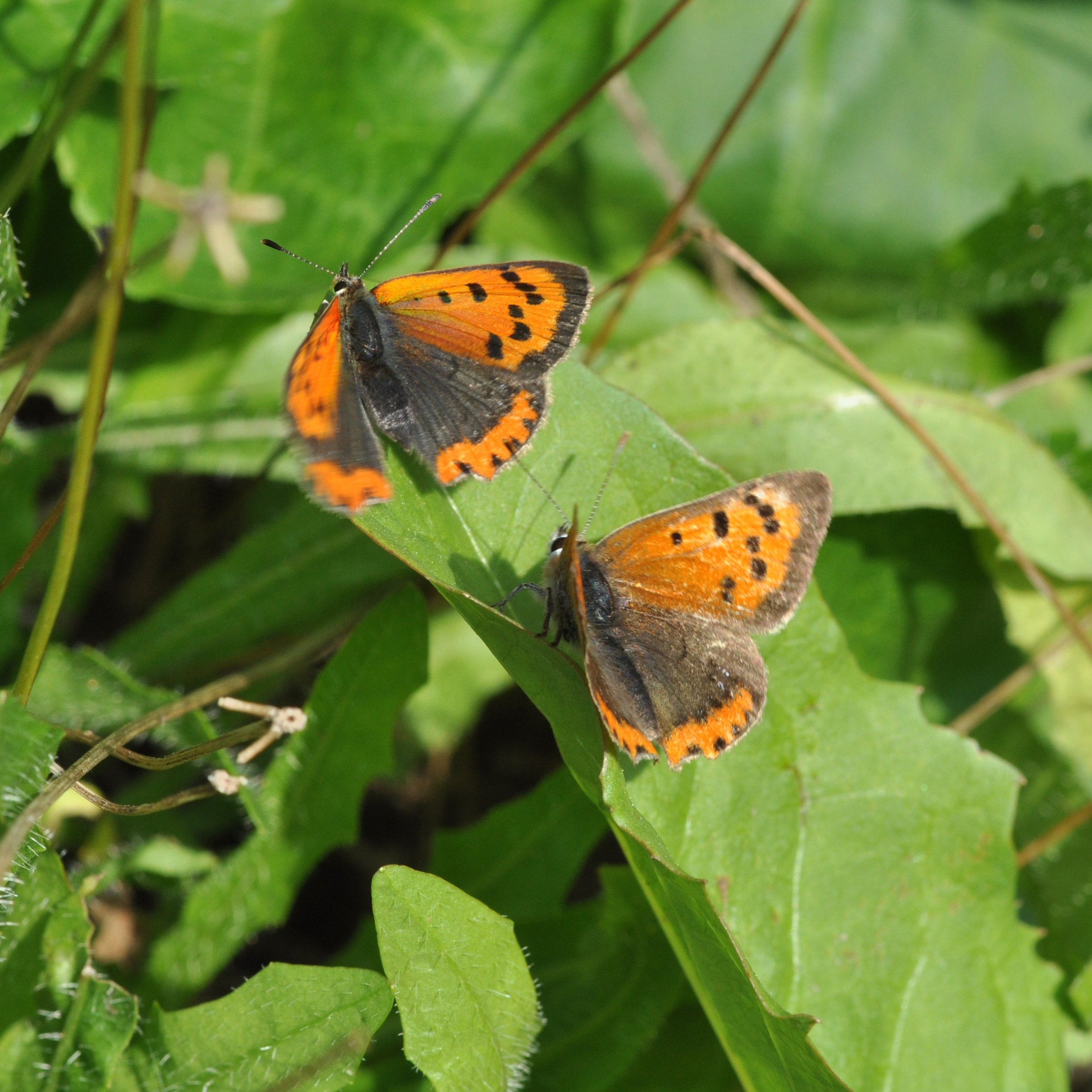
求偶
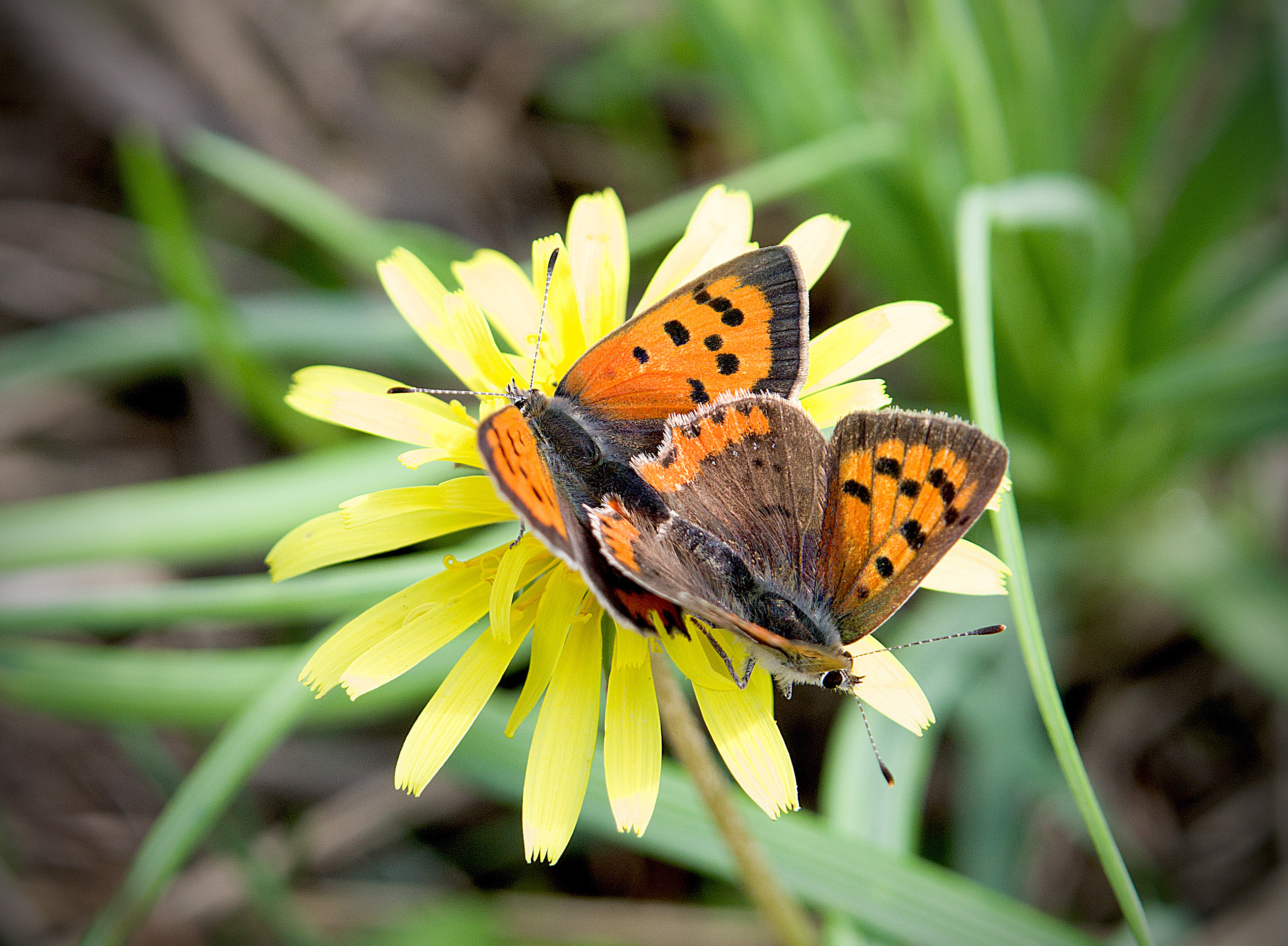
交尾

## 腳註
1. ↑  Seppänen, 1970 Suomen suurperhostoukkien ravintokasvit Animalia Fennica 14.

## 外部連結
- 维基共享资源上的相關多媒體資源：紅灰蝶
- 維基物種上的相關：紅灰蝶
- Lycaena phlaeas （页面存档备份，存于） - Catalogue of Life （英文）
- Lycaena phlaeas （页面存档备份，存于） - funet.fi